# Evaristo Dall’Abaco
Evaristo Felice Dall’Abaco (ur. 12 lipca 1675 w Weronie, zm. 12 lipca 1742 w Monachium) – włoski skrzypek, wiolonczelista i kompozytor.

## Życiorys

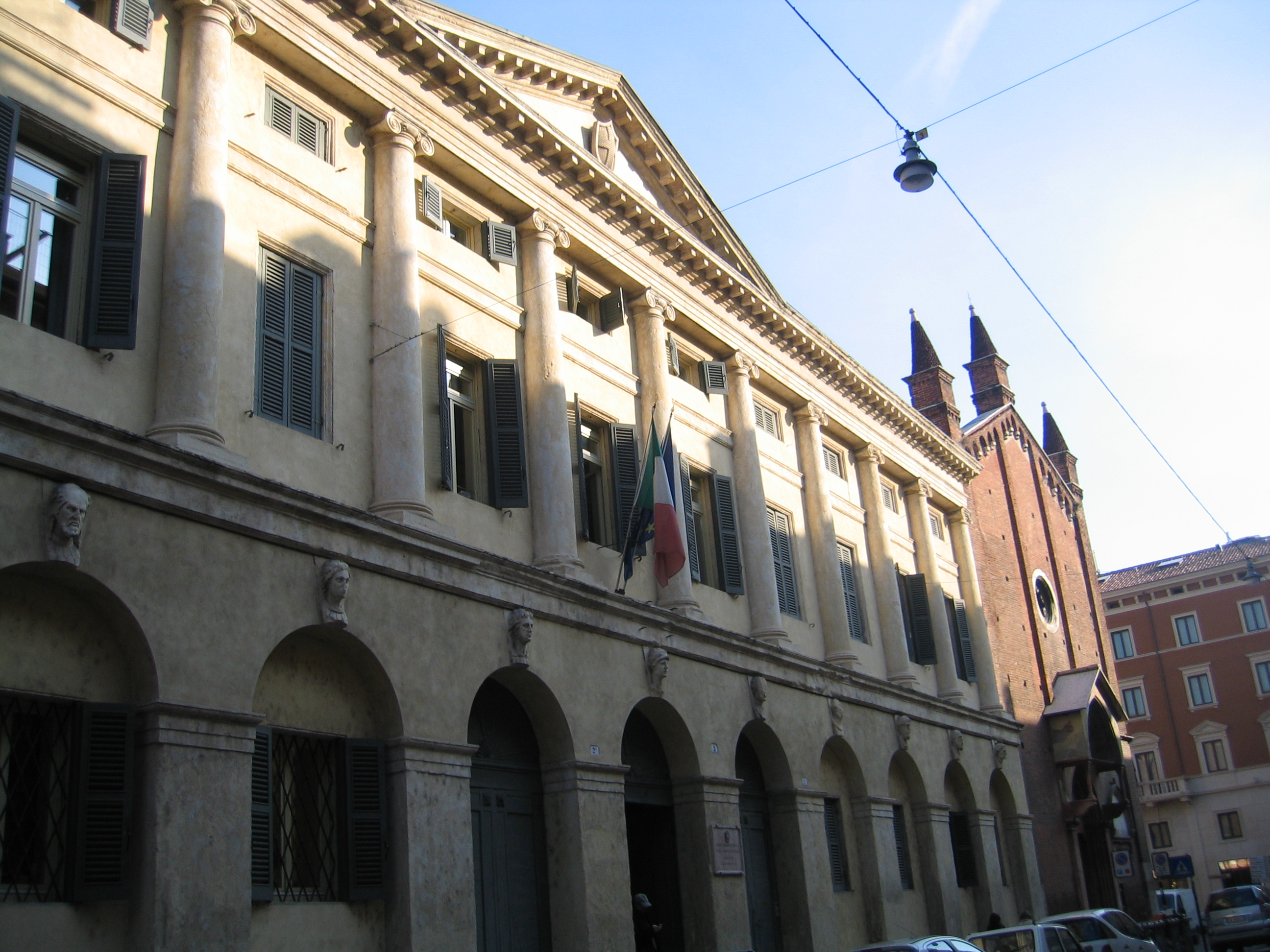
Szkoła muzyczna im. Dall’Abaco w Weronie

Dall’Abaco jako skrzypek i wiolonczelista był prawdopodobnie uczniem Giuseppe Torellego. W roku 1696 nie raz spotykał się w Modenie z Tomaso Antonio Vitalim (1663-1745). Od roku 1704 był wiolonczelistą orkiestry kameralnej w Monachium na dworze elektora Bawarii, Maksymiliana II Emanuela. W latach 1704–1715 przebywał z kurfirstem na wygnaniu po porażce Bawarii w wojnie o sukcesję hiszpańską, najpierw do Brukseli, później do Mons, a od roku 1709 do Compiègne. W ten sposób jego syn, Joseph Dall’Abaco, późniejszy muzyk nadworny w Bonn, urodził się w roku 1710 w Brukseli. W tym czasie kompozytor miał okazję, aby zapoznać się blisko z muzycznym stylem francuskim.
W roku 1715 Maksymilian Emanuel wrócił do Monachium i Dall’Abaco został mianowany nadwornym koncertmistrzem i doradcą kurfirsta (ten tytuł był dla muzyka niezwykłym wyróżnieniem). Na tych posadach działał do roku 1740. Podczas panowania Karola Albrechta, następcy Maksymiliana, od roku 1726 jego wpływ malał i Dall’Abaco w roku 1740 odszedł na emeryturę. Dwa lata później, w roku 1742, zmarł w Monachium.
Został pogrzebany w Monachium na cmentarzu przy kościele św. Zbawiciela. Cmentarz został jednak w roku 1788 zlikwidowany. Miejsce ostatniego odpoczynku kompozytora i szeregu innych osobistości, które były tu również pogrzebane, przypomina brązowa płyta pamiątkowa na północnej stronie kościoła kostela. Tekst o Dall’Abaco mówi: „Evarist Dall’Abaco, Hofkonzertmeister und Tondichter, † 1742” (Evarist Dall’Abaco, nadworny koncertmistrz i kompozytor, † 1742).
W roku 1934 imieniem Dall’Abaco została nazwana jedna z ulic w Monachium (Abacostraße); od roku 1988 jego imię nosi orkiestra symfoniczna Uniwersytetu Ludwika i Maksymiliana w Monachium. Jego imieniem nazwano też szkołę muzyczną w Weronie.

## Twórczość
Twórczość Dall’Abaco obejmuje sześć zbiorów wydanych drukiem, które powstały w latach 1708–1735. Skomponował 24 sonat, 12 sonat triowych, 12 Concerti da chiesa i szereg Concerti grossi i koncertów skrzypcowych. W swojej wczesnej twórczości przejął styl Arcangelo Corellego, później wykorzystywał elementy przejęte z francuskiej muzyki w stylu galant.
- Opus 1: 12 Sonate da Camera, na skrzypce, wiolonczelę i basso continuo
- Opus 2: 12 Concerti a quattro da Chiesa
- Opus 3: 12 Sonate da Chiesa a tre
- Opus 4: 12 Sonate da Camera a violino e violoncello
- Opus 5 & 6: Concerti a piu Instrumenti

### Koncerty
- Concerti a piu Istrumenti, op. 5 nr 1
- Concerti a piu Istrumenti, op. 5 nr 2
- Concerti a piu Istrumenti in e-moll, op. 5 nr 3
  1. Allegro
  2. Adagio, Presto assai
  3. Adagio, Prestissimo
  4. Largo
  5. Passepied I
  6. Passepied II
- Concerti a piu Istrumenti, op. 5 nr 4
- Concerti a piu Istrumenti in C-dur, pro fagot (wiolonczelę), obój, smyczki i basso continuo, op. 5 nr 5
- Concerti a piu Istrumenti in D-dur, op. 5 nr 6
  1. Allegro – Cantabile – Chaconna
  2. Allegro e spiccato – Rondo
  3. Allegro – Allegro
- Concerti a piu Istrumenti, op. 6 nr 1
- Concerti a piu Istrumenti, op. 6 nr 2
- Concerti a piu Istrumenti, op. 6 nr 3
- Concerti a piu Istrumenti, op. 6 nr 4
- Concerti a piu Istrumenti, op. 6 nr 5
- Concerti a piu Istrumenti, op. 6 nr 6
- Concerti a piu Istrumenti in A-groot, op. 6 nr 7
- Concerti a piu Istrumenti in D-dur, op. 6 nr 8
  1. Allegro
  2. Largo
  3. Allegro
- Concerti a piu Istrumenti, op. 6 nr 9
- Concerti a piu Istrumenti, op. 6 nr 10
- Concerti a piu Istrumenti, op. 6 nr 11
- Concerto grosso in Bes-dur, op. 2 nr 9
- Concerto in A-dur, op. 2 nr 10
  1. Allegro Assai/Adagio
  2. Largo
  3. Presto
- Concerto in C-dur, na skrzypce, altówkę, wiolonczelę i basso continuo, op. 2 nr 11
  1. Vivace
  2. Grave
  3. Allegro
- Concerto in F-dur, op. 2 nr 12
  1. Allegro
  2. Largo
  3. Prestissimo
  4. Allegro Assai

### Concerti da chiesa
- Concerto a quattro da chiesa, op. 2 nr 1
- Concerto a quattro da chiesa in e-moll, op. 2 nr 2
  1. Allegro Assai
  2. Adagio
  3. Allegro
- Concerto a quattro da chiesa, op. 2 nr 3
- Concerto a quattro da chiesa in a-moll, op. 2 nr 4
  1. Aria/Allegro
  2. Largo
  3. Presto
- Concerto a quattro da chiesa in g-moll, na dwoje skrzypiec, altówkę i basso continuo, op. 2 nr 5
  1. Largo
  2. Allegro e Spiritoso
  3. Grave
  4. Allegro
- Concerto a quattro da chiesa, op. 2 nr 6
- Concerto a quattro da chiesa, op. 2 nr 7
- Concerto a quattro da chiesa all’ unisono op. 2 nr 8

### Muzyka kameralna
- Sonate, na skrzypce i basso continuo, op. 1 nr 1
- Sonate in d-moll, na skrzypce i basso continuo, op. 1 nr 2
  1. Largo e cantabile
  2. Allegro
  3. Adagio
  4. Giga (Allegro)
- Sonate, na skrzypce i basso continuo, op. 1 nr 3
- Sonate in A-dur, na skrzypce i basso continuo, op. 1 nr 4
- Sonate in g-moll, na skrzypce i basso continuo, op. 1 nr 5
  1. Andante
  2. Chaconne
  3. Allegro
  4. Adagio
  5. Giga
- Sonate in D-dur, na skrzypce i basso continuo, op. 1 nr 6
- Sonate in h-moll, na skrzypce i basso continuo, op. 1 nr 7
- Sonate, na skrzypce i basso continuo, op. 1 nr 8
- Sonate, na skrzypce i basso continuo, op. 1 nr 9
- Sonate, na skrzypce i basso continuo, op. 1 nr 10
- Sonate in B-dur, na skrzypce i basso continuo, op. 1 nr 11
- Sonate, na skrzypce i basso continuo, op. 1 nr 12
- Triosonata in C-dur na dwoje skrzypiec i basso continuo, op. 3 nr 1
- Triosonata in F-dur na dwoje skrzypiec i basso continuo, op. 3 nr 2
- Triosonata na dwoje skrzypiec i basso continuo, op. 3 nr 3
- Sonata da camera a violino e violoncello, op. 4 nr 1
- Sonata da camera a violino e violoncello, op. 4 nr 2
- Sonata da camera a violino e violoncello, op. 4 nr 3
- Sonata da camera a violino e violoncello, op. 4 nr 4
- Sonata da camera a violino e violoncello, op. 4 nr 5
- Sonata da camera a violino e violoncello, op. 4 nr 6
- Sonata da camera a violino e violoncello, op. 4 nr 7
- Sonata da camera a violino e violoncello, op. 4 nr 8
- Sonata da camera a violino e violoncello, op. 4 nr 9
- Sonata da camera a violino e violoncello, op. 4 nr 10
- Sonata da camera a flauto dolce alto e violoncello in d-klein, op. 4 nr 11
- Sonata da camera a violino e violoncello, op. 4 nr 12
- Sonata in F-dur, na 2 wiolonczele i basso continuo